# Isfugle (film)
Isfugle er en dansk spillefilm fra 1983 med instruktion og manuskript af Søren Kragh-Jacobsen.
Søren Kragh-Jacobsens første film for et voksent publikum fik pæne anmeldelser. I de to hovedroller debuterede henholdsvis Peter Hesse Overgaard og rocksangeren Michael Falch som skuespillere. Begge blev positivt omtalt af anmelderne.

## Handling
Psykologisk drama om venskabet mellem to meget forskellige mænd i tyveårsalderen. Den ene har fast arbejde som tavlemester på et kraftværk men er genert og hæmmet. Den anden er letlevende har tilfældigt arbejde og skjuler en personlig tragedie bag facaden.

## Medvirkende
- Peter Hesse Overgaard - John
- Michael Falch - René
- Mette Munk Plum - Vivi
- Rita Angela - Johns mor
- Niels Møller - Helge
- Dick Kaysø - Renés far
- Anne-Lise Gabold - Renés fars nye kone
- Holger Boland - Sand
- Troels Munk - Johns mester
- Geert Vindahl - Allan
- Carsten Bang - Johns arbejdskammerat
- Bodil Lindorff - Gammel dame
- Alice Thorlacius - Dorthe, Vivis kollega
- William Kisum - Hermansen, hendes chef
- Judith Rothenborg - 'Fuld mor
- Julie Wieth - Servitrice
- Henrik Birch - Politibetjent
- John Lambreth - Politibetjent
- Heinz Saxburger - Illusionist
- Zetti Krarup Jensen - Illusionist-medhjælper
- Jens Borch - Operetteherre
- Jonna Bech - Operettedame
- Alex Svanbjerg - John som dreng
- Casper Bengtson - René som dreng
- Mogens Wolf Johansen - Johns far
- Persille Ingerslev - Vivis datter
- Marie-Louise Coninck - Cafeteriadame
- Elisabeth Gjerluff Nielsen - Cafeteriadames datter
- Otte Svendsen - Kordegn
- Ann Dalgård - Ventende ved Knippelsbro
- Jan Elle - Ventende ved Knippelsbro
- Claus Bue - Mand der skubber Renés vogn i gang
- Camilla Kæmpe Hansen
- Søren Ib Jensen
- Maria Holkenfeldt
- Mathilde Holkenfeldt